# Czechów (województwo świętokrzyskie)
Czechów – wieś w Polsce, położona w województwie świętokrzyskim, w powiecie pińczowskim, w gminie Kije.
W latach 1954–1968 wieś należała i była siedzibą władz gromady Czechów, po jej zniesieniu w gromadzie Kije. W latach 1975–1998 miejscowość administracyjnie należała do województwa kieleckiego.
| SIMC    | Nazwa            | Rodzaj    |
| ------- | ---------------- | --------- |
| 0242594 | Marysin          | część wsi |
| 0242602 | Osiedle Kolejowe | część wsi |
| 0242619 | Sołtystwo        | część wsi |

## Historia
Według tradycji za czasów Kazimierza Wielkiego miejscowy sołtys, niezapamiętany z imienia, gorliwie pełniąc swoje obowiązki, otrzymał na własność 150 mórg gruntu. Na skutek rozrastającej się rodziny, kolonia ta uległa rozdrobnieniu. Jej właściciele nie płacili czynszu, nie odrabiali też robocizny.
Czechów był ośrodkiem kasztelanii.
W 1827 r. było tu 27 domów i 203 mieszkańców.